# Valerio Agnoli

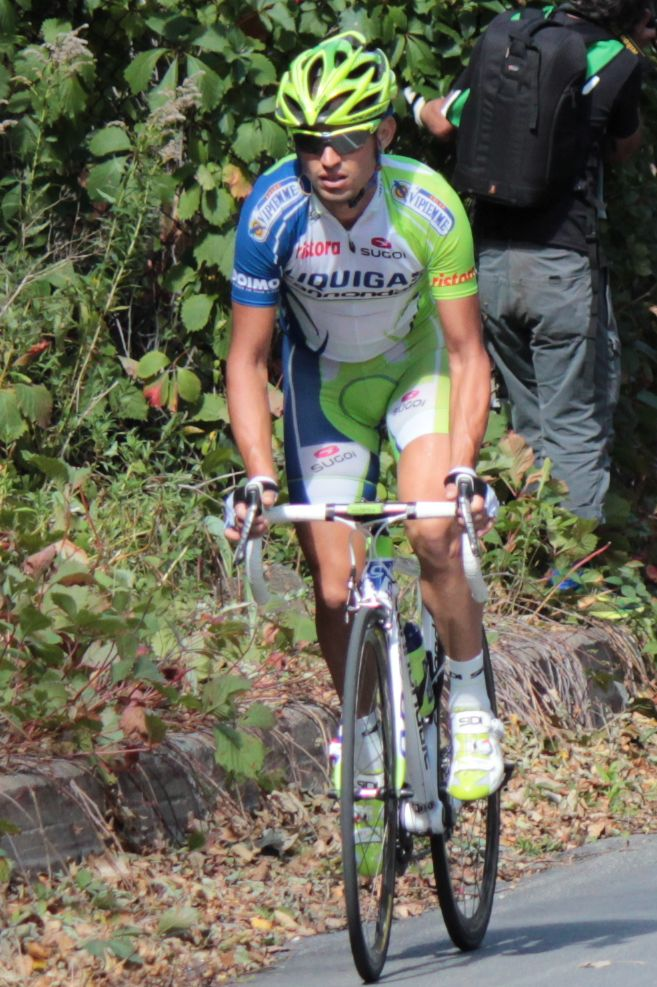
Valerio Agnoli beim Grand Prix Cycliste de Montréal 2012

Valerio Agnoli (* 6. Januar 1985 in Alatri) ist ein ehemaliger italienischer Radrennfahrer.
Valerio Agnoli gewann 2003 die Gesamtwertung des Juniorenrennens Giro della Lunigiana. Im nächsten Jahr wurde er Profi bei dem Radsportteam Domina Vacanze. Nach einem Jahr wechselte er zu Naturino-Sapore di Mare, mit dem er die achte Etappe der Tour of Qinghai Lake für sich entscheiden konnte Dritter der Gesamtwertung wurde.
Von 2008 bis 2012 fuhr Agnoli für das italienische ProTeam Liquigas und war einer der Helfer von Teamkapitän Ivan Basso bei dessen Giro-d’Italia-Sieg 2010. Dieselbe Rolle übernahm er für den Sieger des Giro d’Italia 2013 und 2016 Vincenzo Nibali als Mitglied des Astana Pro Teams.

## Erfolge
2005
- eine Etappe Tour of Qinghai Lake

2008
- Mannschaftszeitfahren Vuelta a España

2016
- Mannschaftszeitfahren Giro del Trentino

## Grand-Tour-Platzierungen
| Grand Tour            | 2008 | 2009 | 2010 | 2011 | 2012 | 2013 | 2014 | 2015 | 2016 | 2017 | 2018 | 2019 |
| --------------------- | ---- | ---- | ---- | ---- | ---- | ---- | ---- | ---- | ---- | ---- | ---- | ---- |
| Giro d’ItaliaGiro     | –    | 56   | 32   | 82   | 57   | 38   | 71   | –    | DNF  | 110  | –    | 93   |
| Tour de FranceTour    | –    | –    | –    | –    | –    | –    | –    | –    | –    | –    | –    | –    |
| Vuelta a EspañaVuelta | 110  | –    | –    | 104  | –    | –    | –    | –    | –    | 79   | –    | –    |

## Teams
- 2004 Domina Vacanze
- 2005 Naturino-Sapore di Mare
- 2006 Naturino-Sapore di Mare
- 2007 Aurum Hotels
- 2008 Liquigas
- 2009 Liquigas
- 2010 Liquigas-Doimo
- 2011 Liquigas-Cannondale
- 2012 Liquigas-Cannondale
- 2013 Astana Pro Team
- 2014 Astana Pro Team
- 2015 Astana Pro Team
- 2016 Astana Pro Team
- 2017 Bahrain-Merida
- 2018 Bahrain-Merida
- 2019 Bahrain-Merida